# David Zucker
Pour les articles homonymes, voir David Zucker (homonymie).
David Zucker est un producteur, réalisateur, cascadeur, scénariste et acteur américain né le 16 octobre 1947 à Milwaukee, Wisconsin (États-Unis).
Il est le frère de Jerry Zucker (réalisateur de Ghost entre autres) avec lequel il a réalisé de nombreux films accompagnés d'un troisième compagnon : Jim Abrahams. Ensemble, ils forment le trio qu'on appelle ZAZ.

## Biographie
David Zucker est né dans une famille juive dans le Wisconsin, à Milwaukee. Il est le fils de Charlotte A. Lefstein et de Burton C. Zucker, promoteur immobilier. Il a été diplômé du lycée Shorewood. En 1997, Zucker épouse le Dr. Danielle (Ardolino) Zucker, avec laquelle il a eu deux enfants, Charles et Sarah. Ils ont officiellement divorcés en 2019, bien qu'ils vivaient séparément depuis un certain moment. Son jeune frère, Jerry, est son partenaire réalisateur de film. Les deux frères ont aussi une sœur, Susan Breslau.
Depuis 1988, Zucker est un membre actif de l'association Tree people. De toute l'histoire de l'organisation, il est le plus ancien siégeant au conseil des directeurs. Depuis les années 1990, Zucker est un défenseur de l’énergie solaire et des voitures électrique. Dans le Sun Sentinel, il a déclaré : « je n'ai aucun droit légitime de me plaindre du smog à Los Angeles si je contribue à l'alimenter ».

## Filmographie

### Comme producteur
- 1980 : Y a-t-il un pilote dans l'avion ? (Airplane!)
- 1982 : Police Squad (Police Squad!) (série télévisée)
- 1984 : Top secret !
- 1987 : Our Planet Tonight (TV)
- 1988 : Y a-t-il un flic pour sauver la reine ? (The Naked Gun: From the Files of Police Squad!)
- 1993 : For Goodness Sake (en)
- 1994 : Y a-t-il un flic pour sauver Hollywood ? (Naked Gun 33 1/3: The Final Insult)
- 1995 : Les Vendanges de feu (A Walk in the Clouds)
- 1996 : For Goodness Sake II
- 1996 : Prof et Rebelle (High School High)
- 1998 : Baseketball
- 2000 : Absolutely True (série télévisée)
- 2006 : Numb3rs (série télévisée, apparaît dans la saison 3 en tant que producteur exécutif de l’épisode 7)
- 2008 : Super Héros Movie (Superhero Movie)
- 2013 : Scary Movie 5 (Film de peur 5)

### Comme réalisateur
- 1980 : Y a-t-il un pilote dans l'avion ? (Airplane!) coréalisé avec Jim Abrahams & Jerry Zucker
- 1984 : Top secret ! coréalisé avec Jim Abrahams & Jerry Zucker
- 1986 : Y a-t-il quelqu'un pour tuer ma femme ? (Ruthless People) coréalisé avec Jim Abrahams & Jerry Zucker
- 1988 : Y a-t-il un flic pour sauver la reine ? (The Naked Gun: From the Files of Police Squad!)
- 1991 : Y a-t-il un flic pour sauver le président ? (The Naked Gun 2½: The Smell of Fear)
- 1993 : For Goodness Sake (en)
- 1998 : Baseketball
- 2000 : H.U.D. (TV)
- 2003 : Mon boss, sa fille et moi (My Boss's Daughter)
- 2003 : Scary Movie 3
- 2006 : Scary Movie 4
- 2008 : An American Carol

### Comme scénariste
- 1977 : Hamburger film sandwich (The Kentucky Fried Movie)
- 1980 : Y a-t-il un pilote dans l'avion ? (Airplane!)
- 1984 : Top secret !
- 1993 : For Goodness Sake (en)
- 1996 : L'École, c'est secondaire (High School High)
- 1998 : Baseketball
- 2000 : H.U.D. (TV)

### Comme acteur
- 1977 : Hamburger film sandwich (The Kentucky Fried Movie) : homme dans la voiture / un technicien / Grunwald
- 1980 : Y a-t-il un pilote dans l'avion ? (Airplane!) : Ground crewman
- 1984 : Top secret ! : soldat allemand in Prop Room
- 1991 : Y a-t-il un flic pour sauver le président ? (The Naked Gun 2½: The Smell of Fear) : Davy Crockett
- 1994 : Y a-t-il un flic pour sauver Hollywood ? (Naked Gun 33 1/3: The Final Insult) : Teleprompter Guy
- 1998 : Baseketball : Man with shooting Hot Dog

### Comme compositeur
- 1984 : Spend This Night With Me, chantée par Val Kilmer dans Top Secret!
- 1991 : I Guess I'm Just Screwed, chantée par Colleen Fitzpatrick dans Y a-t-il un flic pour sauver le président ?
- 1996 : It's Your Birthday, chanté dans Prof et Rebelle